# Westbevern

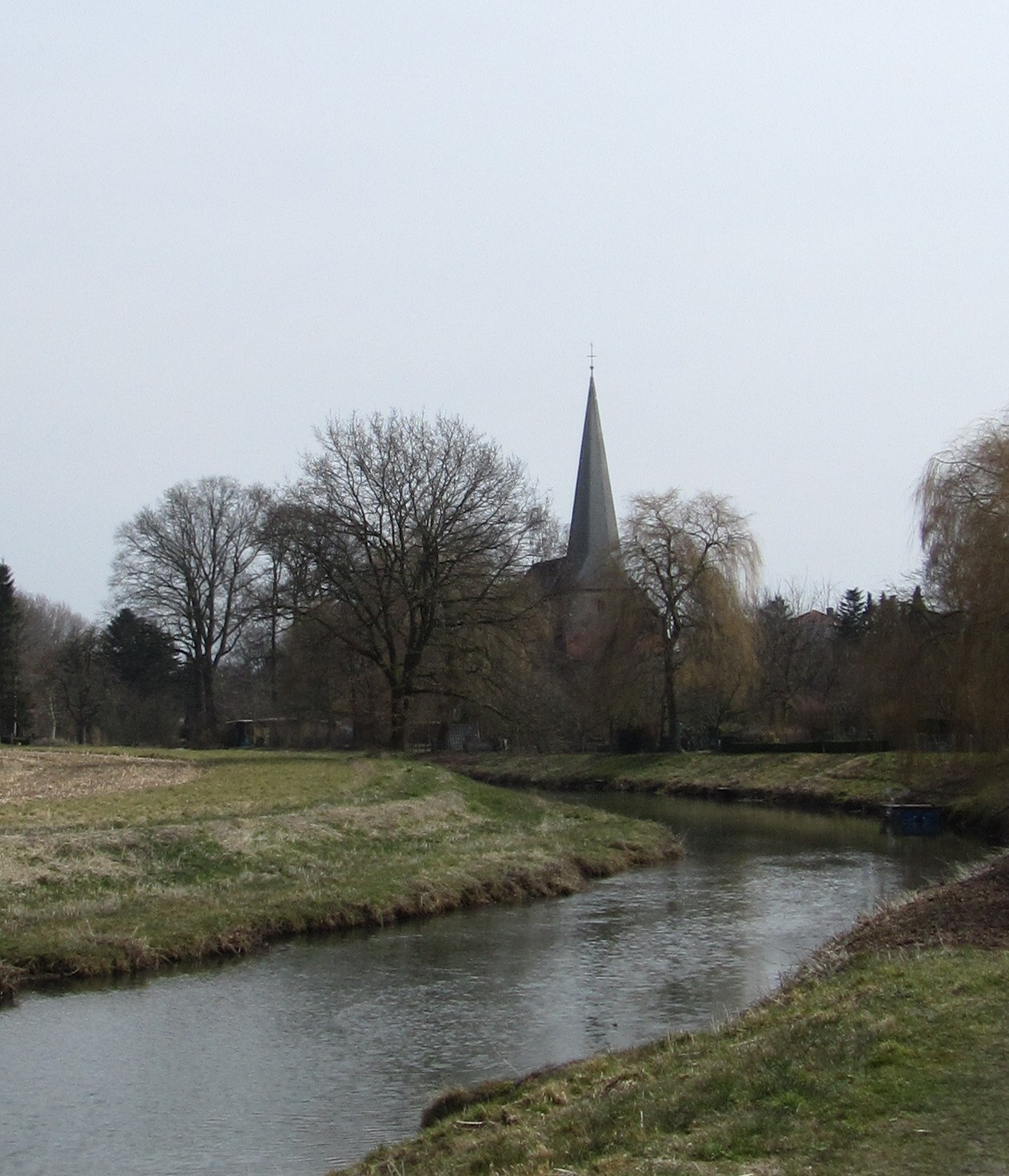
Westbevern, Kirche Ss. Cornelius und Cyprianus; im Vordergrund die Bever

Westbevern (plattdeutsch Westbiäwern) ist ein Ortsteil von Telgte mit insgesamt 3.998 Einwohnern (Stand Januar 2025). Westbevern ist in zwei Ortsteile unterteilt: Westbevern Dorf (1.654 Einwohner) und Westbevern Vadrup (2.344 Einwohner).

## Lage
Westbevern liegt nördlich von Telgte an der Bever, die den Ort von Ost nach West durchfließt und hinter dem zu Westbevern gehörenden Adelssitz Haus Langen in die Ems fließt.
Westbevern grenzt neben Telgte an Greven, Ostbevern und Ostbevern-Brock.
Im Gebiet Westbeverns sind die Naturschutzgebiete Alte Beverwiese und Haus Langen ausgewiesen.

## Geschichte

Wappen der ehem. Gemeinde Westbevern

Westbevern wurde am 5. März 1818 auf Anordnung der Königlichen Regierung in Münster als selbständige Gemeinde geführt. Zu ihr gehörten neben dem Dorf „Westbevern“ die Orte Vadrup und Brock.
Am 1. Januar 1975 wurde Westbevern im Rahmen der Gebietsreform in Nordrhein-Westfalen zwischen Ostbevern und Telgte aufgeteilt. Der Ortsteil Brock ging an Ostbevern.

## Politik

### Wappen
Blasonierung: „In Blau über eine Reihe schräggestellter goldener (gelber) Rauten, ein silbern (weiß) bewehrter goldener (gelber) Biber.“
Das Wappen wurde 1968 angenommen. Der Biber ist ein „redendes“ Symbol (vgl. Ostbevern). Die Rauten entstammen dem Wappen der Familie von Langen, frühere Besitzer des Hauses Langen.

## Baudenkmäler

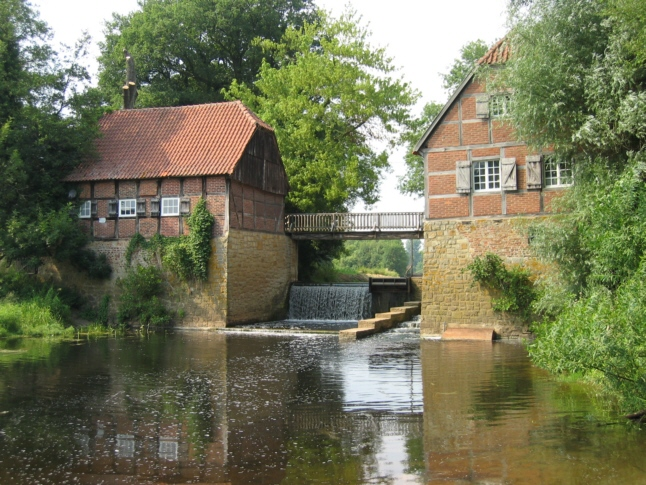
Doppelmühle von Haus Langen

Mittelpunkt des Ortes ist die Pfarrkirche St. Cornelius und Cyprianus (Gemeinde St. Marien, Telgte). Der Unterteil des Turmes stammt aus dem 13. Jahrhundert, während das neogotische Langhaus 1897/98 errichtet wurde. Wertvollstes Stück der Kirchenausstattung ist der Gröninger Altar von 1631; er wurde vom Domdechanten zu Hildesheim und Münster Heidenreich von Letmathe gestiftet.
Zu Westbevern gehört der Adelssitz Haus Langen mit einer alten Doppelmühle unweit der Bevermündung in die Ems.

## Verkehr

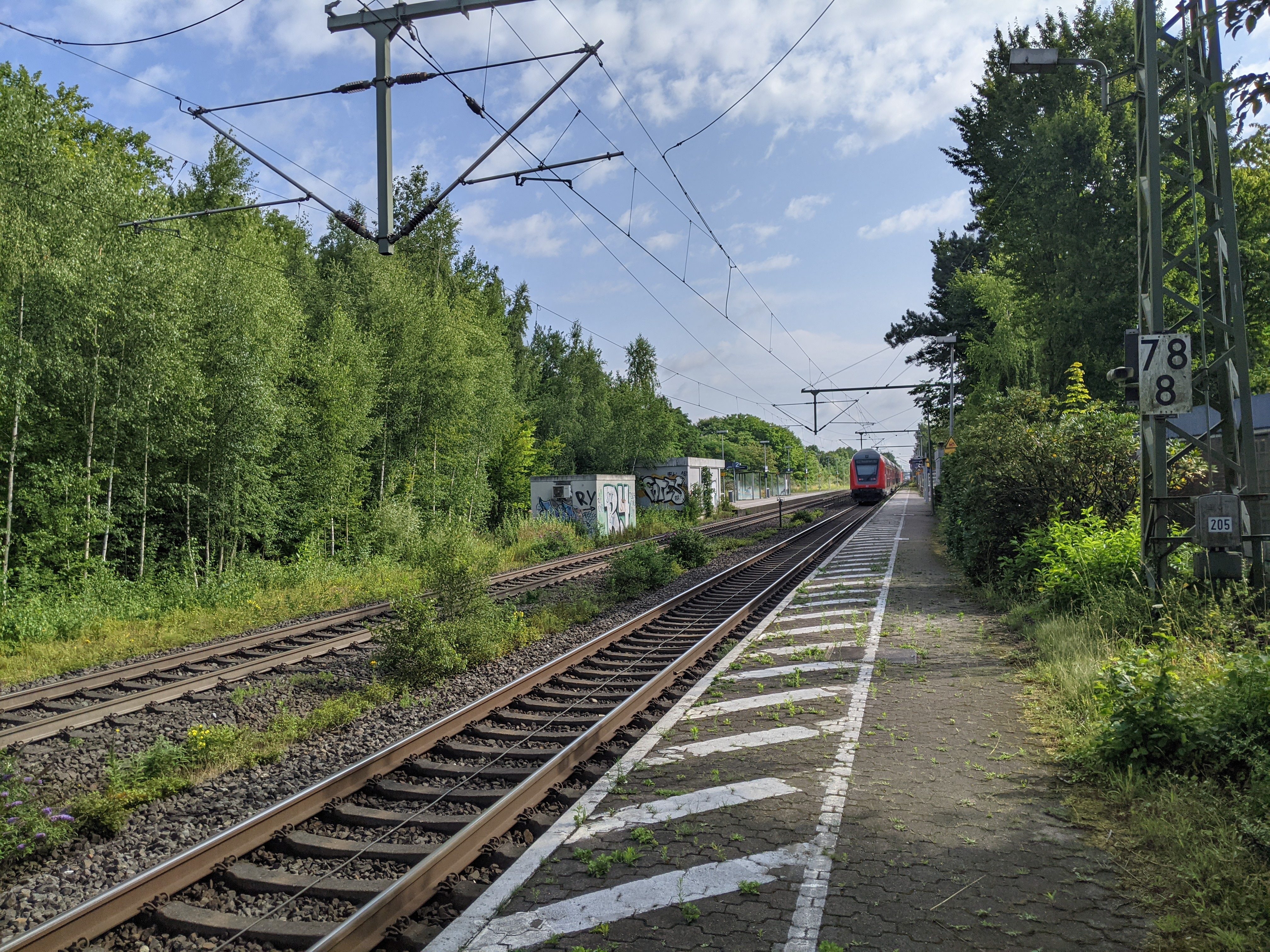
Station Westbevern

In Vadrup liegt der Haltepunkt Westbevern an der Strecke Wanne-Eickel–Hamburg. Hier verkehren Züge der Linie RB 66 zwischen Münster und Osnabrück. Seit Dezember 2019 besteht durch den Rhein-Haard-Express (RE 2) außerdem eine Direktverbindung mit Düsseldorf. Zudem verkehren eine Regional- sowie eine Nachtbuslinie.
| Linie | Verlauf | Takt                                         |
| ----- | --- | -------------------------------------------- |
| RE 2  | Rhein-Haard-Express: Osnabrück Hbf – Hasbergen – Natrup-Hagen (zweistdl.) – Lengerich (Westf) – Kattenvenne (zweistdl.) – Ostbevern – Westbevern – Münster (Westf) Hbf – (Münster-Albachten – Senden-Bösensell – Nottuln-Appelhülsen – Buldern –)* Dülmen – (Sythen –)* Haltern am See – (Marl-Sinsen –)* Recklinghausen Hbf – (Recklinghausen Süd –)* Wanne-Eickel Hbf – Gelsenkirchen Hbf – Essen Hbf – Mülheim (Ruhr) Hbf – Duisburg Hbf – Düsseldorf Flughafen – Düsseldorf Hbf * Halt nur einzelner Züge im Nachtverkehr Stand: Fahrplanwechsel Dezember 2023 | 60 min                                       |
| RB 66 | Teuto-Bahn: Osnabrück Hbf – Hasbergen – Natrup-Hagen – Lengerich (Westf) – Kattenvenne – Ostbevern – Westbevern – Münster (Westf) Hbf Stand: Fahrplanwechsel Dezember 2021 | 60 min                                       |
| R14   | Telgte – Westbevern – Ostbevern – Milte – Warendorf | 20/60 min (Mo–Fr), 60 min (Sa), 120 min (So) |
| N2    | Münster (Westf) Hbf – Telgte – Westbevern – Vadrup – Westbevern – Ostbevern | Drei Fahrten (Fr–So)                         |

## Persönlichkeiten
Der Springreiter und Olympiasieger Alfons Lütke-Westhues (1930–2004) wurde in Westbevern geboren, der Landrat und Domherr Maximilian von Elverfeldt (1763–1831) im Haus Langen.